# Isobel Moore
Isobel Moore (* 27. März 1931 in Glasgow) ist eine schottische Harfenistin, Pianistin und Musikpädagogin.

## Leben
Moore studierte an der Royal Scottish Academy of Music and Drama, an der Royal Academy of Music bei Max Pirani und an der Wiener Musikakademie. Mit ihrem Mann, dem Pianisten Thomas Rolston, gewann sie 1956 den Zweiten Preis als Duo beim Internationalen Musikwettbewerb in München und trat sie 1961 in der Londoner Wigmore Hall auf. Jean Coulthard komponierte für das Duo u. a. die Duo Sonata (1952), eine Fantasy (1961, UA 1963) und Music on a Scottish Folk Song (1964). Mit dem Cellisten Claude Kenneson bildeten Moore und Rolston ab 1965 das Rolston Trio. Mit ihrer Tochter Shauna Rolston am Cello führten sie Beethovens Tripelkonzert und Kammermusik von Brahms und Schubert auf.
Von 1960 bis 1970 war Moore Harfenistin des Edmonton Symphony Orchestra. Von 1962 bis 1979 unterrichtete sie an der University of Alberta. Dem Klavierdepartment der Banff School of Fine Arts gehörte sie ab 1967 an. 1979 wurde sie Mitarbeiterin des Programms für weiterführende Studien der Schule und 1989 künstlerische Leiterin des Winterprogramms. 
Ab 1974 war Moore Recitalpartnerin des Geigers Zoltán Székely, mit dem sie u. a. bei Hungaroton die beiden Rhapsodien für Violine und Klavier Béla Bartóks aufnahm. Auch ihre Tochter begleitete sie bei deren Debüt in der New Yorker Town Hall, bei Recitals in Nordamerika und Asien und bei der Aufnahme des Albums Romantic Cello.